# Cartilagine di Reichert
La cartilagine di Reichert è un tessuto mesenchimale che si trova nell'embrione a livello dell'arco ioideo, il secondo arco faringeo.
Prende il nome dall'anatomista tedesco che per primo l'ha studiata, Karl Bogislaus Reichert.
La cartilagine del Reichert ossifica endocondralmente per originare la staffa dell'orecchio medio, il processo stiloideo, le piccole corna e la porzione superiore dell'osso ioide.